# ESPN Wide World of Sports Complex
ESPN Wide World of Sports Complex je rozsáhlý sportovní komplex při Walt Disney World Resortu na Floridě. V letech 1997–2010 byl komplex znám jako Disney's Wide World of Sports Complex.

## Stadiony

### Champion Stadium
Champion Stadium je stadion na baseball s kapacitou 7 500 míst. Je jednou z původních součástí komplexu. V letech 1997–2017 sloužil k letní přípravě týmu Atlanta Braves. V letech 2007 a 2008 stadion hostil dvě utkání Major League Baseball.

### HP Field House
Víceúčelová aréna pro 5 000 diváků, dříve známá jako Milk House.

### Visa Center
Visa Center, známé i jako Jostens Center je víceúčelová aréna v komplexu. Centrum obsahuje 12 hřišť na volejbal, dvě kluziště a několik hřišť na basketbal.

### Marathon Sports Fields
Marathon Sports Fields je víceúčelová aréna obsahující 12 různých hřišť a několik částí. Aréna až pro 5 200 diváků byla domovem Orlando City SC z USL. Na Marathon Sports Fields jsou mj. čtyři hřiště na baseball, šest na softball.

### Tennis Complex
Tenisový komplex pro 1 000 až 8 500 diváků s 10 antukovými dvorci.

### Cross Country Course
Jeden kilometr dlouhá lesní stezka pro běh.

### Track and Field Complex
Stadion určený pro atletiku. Na stadionu je 9 drah, tři kruhy pro vrh koulí, dva pro hod diskem/kladivem, dráhu pro hod oštěpem, dvě doskočiště pro skok vysoký, skok o tyči a skok do dálky.

### The Arena
Hala otevřená v lednu 2018. Slouží roztleskávačkám a tanečním soutěžím.

## Události
- MLS is Back Tournament 2020